# Геза Лошонці
Геза Лошонці (угор. Losonczy Géza, нар. 5 травня 1917, Ершекчанад, Австро-Угорщина — пом. 21 грудня 1957, Будапешт, Угорщина) — угорський журналіст і політик.
У 1939 році вступив у Комуністичну партію Угорщини. Учасник Руху опору. У 1945—1949 роках співробітник газети Szabad Nép. У 1949—1951 роках секретар Міністерства освіти Угорської Народної Республіки. У 1951 році репресований, звільнений і реабілітований у липні 1954 року.
Під час Угорської революції 1956 року увійшов до складу уряду Імре Надя на посаді міністра друку і пропаганди. На початку листопада член Тимчасового керівництва Угорської соціалістичної робітничої партії. 3 листопада разом із Золтаном Тілді провів останню прес-конференцію уряду. 4 листопада зник у посольстві Югославії, звідки пізніше разом з Імре Надем і його прихильниками був виданий у Румунію.
У середині квітня 1957 року його повернуто в Будапешт. Під час ув'язнення оголосив голодування і помер незадовго до призначеного суду.